# 贝娜齐尔·布托
貝娜齊爾·布托（中国大陆简译作贝·布托；1953年6月21日—2007年12月27日），巴基斯坦政治家及總理、前巴基斯坦人民黨主席、前巴基斯坦總統及總理阿里·布托和努斯拉特·布托之長女。2007年12月27日，她於拉瓦爾品第參加競選集會時遇刺身亡，享年54歲。
她是一位富爭議的政治人物。她曾被指欠缺政治經驗且貪腐；保守派指控她推動巴國世俗和現代化；然而她曾在國內和西方國家廣獲支持。作為由男性控制的穆斯林世界中的首位女性和全球首位在任內產子的民選領袖，其身分令她成為女權標誌。

## 教育
貝娜齊爾於1953年6月21日在巴基斯坦信德省出世，是巴基斯坦已故前總理阿里·布托的長女。貝娜齊爾早年曾在卡拉奇詹寧斯女士學校（Lady Jennings Nursery School）、耶穌及馬莉女修道院（Convent of Jesus and Mary）。兩年後，到了拉瓦爾品第修道院（Rawalpindi Presentation Convent）及位於穆里的耶穌及馬莉女修學校（Jesus and Mary Convent）讀書。15歲時，她完成英國普通程度考試。接著她在卡拉奇文法學校完成英國高等程度課程。1969年至1973年間，曾經在美國麻省拉德克利夫学院進修，後來更進入了哈佛大學學習，獲文學學士學位，主修比較政治學。
貝娜齊爾聲稱她在哈佛的時期是「一生中最快樂的四個年頭」並且奠定了她對民主的信念。後來，她曾以總理身分代表巴基斯坦政府向哈佛大學致送紀念品。
畢業後，她前往英國牛津大學深造，在瑪嘉烈女士堂攻讀政治學、政治經濟學和哲學。同時她又完成了國際法及外交課程。
1976年她被選為牛津大學學生會主席，成為首位担任这一职务的亞洲女性領導。另外她曾参加Phi Beta Kappa姐妹会。

## 政治生涯
1976年學成回國後，貝娜齊爾在巴外交部政策研究室工作。在政治上，她深受其父的影響。1977年，齐亚·哈克发动軍事政變，她父親被廢黜。齊亞·哈克執行軍法管治，但承諾三個月內進行大選。可是，承諾未兌現，便以軍法宣判她父親死刑。雖然公眾要求赦免，但仍然在1979年4月4日把她父親絞死。她離開外交部，並加入巴基斯坦人民黨。自從1978年9月她當選了人民黨中央執行委員會委員，便經常被軟禁和入獄，最後被迫流亡國外。1984年，她旅居英國倫敦。
1986年，她返國挑戰此前7年處決她父親布托的獨裁者齊亞·哈克。1988年，齊亞·哈克空難身亡，同年11月6日的大選，巴基斯坦人民黨獲得國會的大部分議席，而她則以35歲年齡當選了巴基斯坦總理，並且宣誓組織聯合政府，在眾多穆斯林國家中，是第一位女性擔當總理一職。1989年，她獲得國際自由聯盟的「自由獎」。她推行國家改革及現代化政策，保守派則認為是西化政策。1988年至1990年間，她曾是世界女領導人理事會的活躍成員。

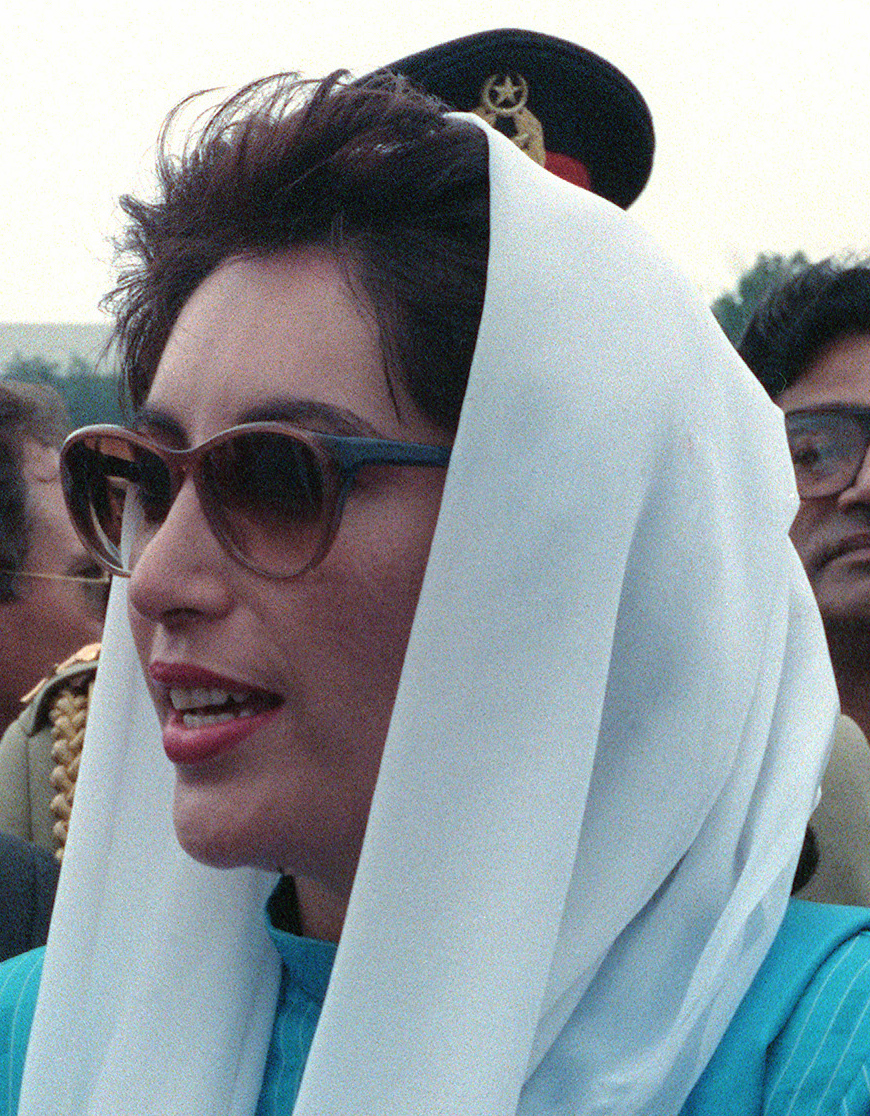
1988年，贝娜齐尔·布托訪問美國華盛頓特區

1990年，她被控貪污而被罷黜。隸屬齊亞·哈克派系的謝里夫從而獲得權力。1993年第二次當選總理，1996年又因被指控涉及貪污和治國不當下台，謝里夫再次獲得權力，前後共擔任近五年的巴基斯坦總理。總統法魯克萊加里使用第八條修正案解散政府。最高法院以6比1票數確認萊加里的修正案。
1999年4月，貝娜齊爾夫妇因腐败和滥用职权被判处监禁和罚款。貝娜齊爾夫妇带着3个孩子开始了流亡生涯。据巴基斯坦检察机关公布的数据，夫妇二人共有26个国外银行账户，在英国、法国、美国有14处房产，不乏庄园、农场，价值15亿美元。直至2007年10月總統穆沙拉夫特赦貝娜齊爾，結束8年流亡生涯回到祖國。回國次日，於10月19日，巴基斯坦喀拉蚩發生針對她的自殺式爆炸襲擊，造成124人死亡，近400人受傷，但貝娜齊爾當時未有受傷。

## 遇刺身亡
雖然在喀拉蚩的自殺式爆炸襲擊未有受傷，但在2007年12月27日，貝娜齊爾在鄰近首都伊斯蘭堡的拉瓦爾品第出席過支持者集會後，在車上遭遇槍擊及行凶者引爆自殺式炸彈，送院後於當地時間下午6時16分傷重不治身亡。
貝娜齊爾所屬政黨及多國領袖均發表聲明譴責這次事件，並譴責這是對巴國民主政治的正面攻擊。在反恐戰爭中與巴基斯坦緊密聯繫的美國總統布希指出，這起暗殺是「膽小懦弱」的行為，他並立即致電巴國總統穆沙拉夫提供協助。
遇刺身亡後，巴基斯坦全國進入了紅色警戒，各大城市爆發大規模騷亂，並要求總統穆沙拉夫立即下台。

## 家庭
貝納齊爾的弟弟納瓦茲·布托於1985年被發現死於其位於法國裡維埃拉的公寓中，她相信弟弟被人毒死。而她的大弟穆塔扎·布托則於1996年在卡拉奇的一次衝突中，被六名人士打死，她相信是意圖謀殺。
貝納齊爾已婚，丈夫是商人阿西夫·阿里·扎尔达里，比她小三歲。夫婦兩人育有三位子女比拉瓦尔、巴赫達瓦及阿西法。扎尔达里因涉嫌贪污，外号“『10%先生』（Mr. 10 Percent）”，讽刺任何交易经手后都要收取佣金10%。她還是世上第一位在任內懷孕生子的民選政府首腦，而第二位在任內懷孕生子的國家領袖已是超過二十年後，於2018年誕下女嬰的紐西蘭總理傑辛達·阿德恩。1990－1993年及1996－2004年被囚禁十一年，後隨貝納齊爾流亡，2007年回國。
貝納齊爾死後，巴基斯坦人民黨於12月30日選出其十九歲的兒子比拉瓦尔·布托·扎尔达里繼任黨主席，丈夫阿西夫·阿里·扎尔达里为联合主席，是黨的實權領導人。

## 獎項及榮譽學位
- 美國哈佛大學法學院榮譽博士(1989年)
- 巴基斯坦信德大學法學院榮譽博士(1994年)
- 菲律賓棉蘭老大學榮譽博士(1995年)
- 巴基斯坦白沙瓦大學法學院榮譽博士(1995年)
- 日本學習院大學經濟學榮譽博士(1996年)
- 英國牛津大學瑪嘉烈女士堂榮譽校友(1989年)
- 英國牛津大學聖嘉芙蓮學院榮譽校友(1989年)
- 吉爾吉斯斯坦吉爾吉斯斯坦國立大學榮譽教授(1995年)
- 哈薩克哈薩克-土耳其國際語言大學榮譽教授(1995年)

## 以她命名之物
- 貝娜齊爾·布托國際機場

## 她的著作
- Benazir Bhutto. . Vikas Pub. House. 1983. ISBN 978-0-7069-2495-4.
- Benazir Bhutto. . Hamish Hamilton. 1989. ISBN 978-0-241-12398-0.(《東方之女》)
- Benazir Bhutto. . Simon & Schuster. 1989. ISBN 978-0-671-66983-6.(自傳《命運的女兒》)

## 關於她的著作
- W.F.Pepper. . WF Pepper. 1983. ISBN 978-0-946781-00-3.
- Rafiq Zakaria. . Sangam Books. 1990. ISBN 978-0-86132-265-7.
- Katherine M. Doherty, Caraig A. Doherty , (1990), Benazir Bhutto (Impact Biographies Series), Franklin Watts, ISBN 978-0-531-10936-6
- Rafiq Zakaria, (1991), The Trial of Benazir Bhutto: An Insight into the Status of Women in Islam, Eureka Pubns, ISBN 978-967-978-320-9
- Diane Sansevere-Dreher, (1991), Benazir Bhutto (Changing Our World Series), Bantam Books (Mm), ISBN 978-0-553-15857-1
- Christina Lamb, (1992), Waiting for Allah, Penguin Books Ltd, ISBN 978-0-14-014334-8
- M FATHERS, (1992), Biography of Benazir Bhutto, W.H. Allen / Virgin Books, ISBN 978-0-245-54965-6
- Elizabeth Bouchard, (1994), Benazir Bhutto: Prime Minister (Library of Famous Women), Blackbirch Pr Inc, ISBN 978-1-56711-027-2
- Iqbal Akhund, (2000), Trial and Error: The Advent and Eclipse of Benazir Bhutto, OUP Pakistan, ISBN 978-0-19-579160-0
- Libby Hughes, (2000), Benazir Bhutto: From Prison to Prime Minister, Backinprint.Com, ISBN 978-0-595-00388-4
- Iqbal Akhund, (2002), Benazir Hukoomat: Phela Daur, Kia Khoya, Kia Paya?, OUP Pakistan, ISBN 978-0-19-579421-2
- Mercedes Anderson, (2004), Benazir Bhutto (Women in Politics), Chelsea House Publishers, ISBN 978-0-7910-7732-0
- Mary Englar, (2007), Benazir Bhutto: Pakistani Prime Minister and Activist, Compass Point Books, ISBN 978-0-7565-1798-4
- Ayesha Siddiqa Agha, (2007), Military Inc.: Inside Pakistan's Military Economy, Pluto Press, ISBN 978-0-7453-2545-3

### 其他有關文獻
- Abdullah Malik, (1988), Bhutto se Benazir tak: Siyasi tajziye, Maktabah-yi Fikr o Danish, ASIN B0000CRQJH
- Bashir Riaz, (2000), Blind justice, Fiction House, ASIN B0000CPHP8
- Khatm-i Nabuvat, ASIN B0000CRQ4A
- Mujahid Husain, ((1999)), Kaun bara bad °unvan: Benazir aur Navaz Sharif ki bad °unvaniyon par tahqiqati dastavez, Print La'in Pablisharz, ASIN B0000CRPC3
- Ahmad Ejaz, (1993), Benazir Bhutto's foreign policy: A study of Pakistan's relations with major powers, Classic, ASIN B0000CQV0Y
- Lubna Rafique, (1994), Benazir & British press, 1986-1990, Gautam, ASIN B0000CP41S
- Sayyid Afzal Haidar, (1996), Bhutto trial, National Commission on History & Culture, ASIN B0000CPBFX
- Mumtaz Husain Bazmi, (1996), Zindanon se aivanon tak, al-Hamd Pablikeshanz, ASIN B0000CRPOT
- Unknown author, (1996), Napak sazish: Tauhin-i risalat ki saza ko khatm karne ka benazir sarkari mansubah, Intarnaishnal Institiyut af Tahaffuz-i

## 外部連結
- 貝娜齊爾·布托官方網站（英文）
- 巴基斯坦人民黨官方網站（页面存档备份，存于）（英文）
- BBC 中文網：貝娜齊爾·布托生平（页面存档备份，存于）